# Neolemonniera clitandrifolia
Neolemonniera clitandrifolia là một loài thực vật thuộc họ Sapotaceae. Loài này được Auguste Jean Baptiste Chevalier mô tả khoa học lần đầu tiên năm 1909 dưới danh pháp Mimusops clitandrifolia. Năm 1960 Hermann Heino Heine chuyển nó sang chi Neolemonniera.

## Phân bố
Loài này có ở Bờ Biển Ngà, Ghana, Guinea, Liberia, Nigeria và Sierra Leone. Chúng hiện đang bị đe dọa vì mất môi trường sống.